# Szlovénia Természettudományi Múzeuma
Szlovénia Természettudományi Múzeuma Ljubljana központjában, a Rudolfinum palotájában, Szlovénia Nemzeti Múzeumával közösen helyezkedik el.

## Története
A múzeum szervezetileg 1944-ben jött létre, amikor leválasztották az 1821-ben megalapított nemzeti múzeumról és önálló intézmény lett. Gyűjteménye azonban 1821-es alapítású.
A gyűjtemények már régen kinőtték az épület, a rendelkezésre álló bemutatóhely kereteit; évtizedek óta foglalkoznak új múzeumi épület építésének tervezésével, előkészítésével.
A múzeumhoz tartozik a Trenta völgyében fekvő, 1926-ban alapított Alpinum Juliana Botanikus Kert.

## Gyűjteményei
A múzeum kiemelkedő tárgya egy gyapjas mamut csaknem teljes csontváza, amit 1938-ban találtak Nevlje mellett, Kamnik városa közelében. A lelet tudományos közlése 1978-ban indult meg, ekkor a mamut a Scopolia nevet kapta Giovanni Antonio Scopoli, a mai Szlovénia területén is aktív 18. századi vezető természettudós tiszteletére.
2005-ben szerezte be a múzeum legnagyobb kiállítási tárgyát, egy 2003-ban a szlovén tengerparton talált fiatal nőstény közönséges barázdásbálna csontvázát. Az állat súlya 11 tonna, hossza 13,2 méter volt. Gondos kikészítés után 2011 őszén állították ki a csontvázát.
A múzeum geológiai és őslénytani gyűjteményei sok más kövületet is magukba foglalnak Szlovénia különböző tájairól. Van közöttük egy 210 millió éves, 84 centiméteres halcsontváz a Triglav hegyről és egy miocén kori sziláscet csontváza, amit a magyar határ közelében, Slovenske gorice területén találtak.
A legkorábbi, alapító gyűjtemények közé tartozik Sigmund Zois karantániai nemes, mecénás és természettudós ásványgyűjteménye, közte a róla elnevezett zoizit mintapéldánya, valamint a Joseph Palnstorf által gyűjtött ásványok.
Ugyancsak történelmi értékű Franz von Hohenwart krajnai  természettudós mintegy 5000 darabot számláló, főleg indiai- és csendes-óceáni tengeri kagylókból álló gyűjteménye 1831-ből. Schmidt Ferdinánd rovargyűjteménye is számos érdekes darabot tartalmaz, mint a vak Leptodirus hochenwartii, ez az 1831-ben, az első barlangi rovarként leírt faj. 
A szlovéniai hegyek, erdők és mocsarak állat- és növényvilágát a múzeum diorámákon is bemutatja. Egyes rovarfélék (poloskafélék, kabócák) hangjainak egész gyűjteménye is a látogatók rendelkezésére áll.

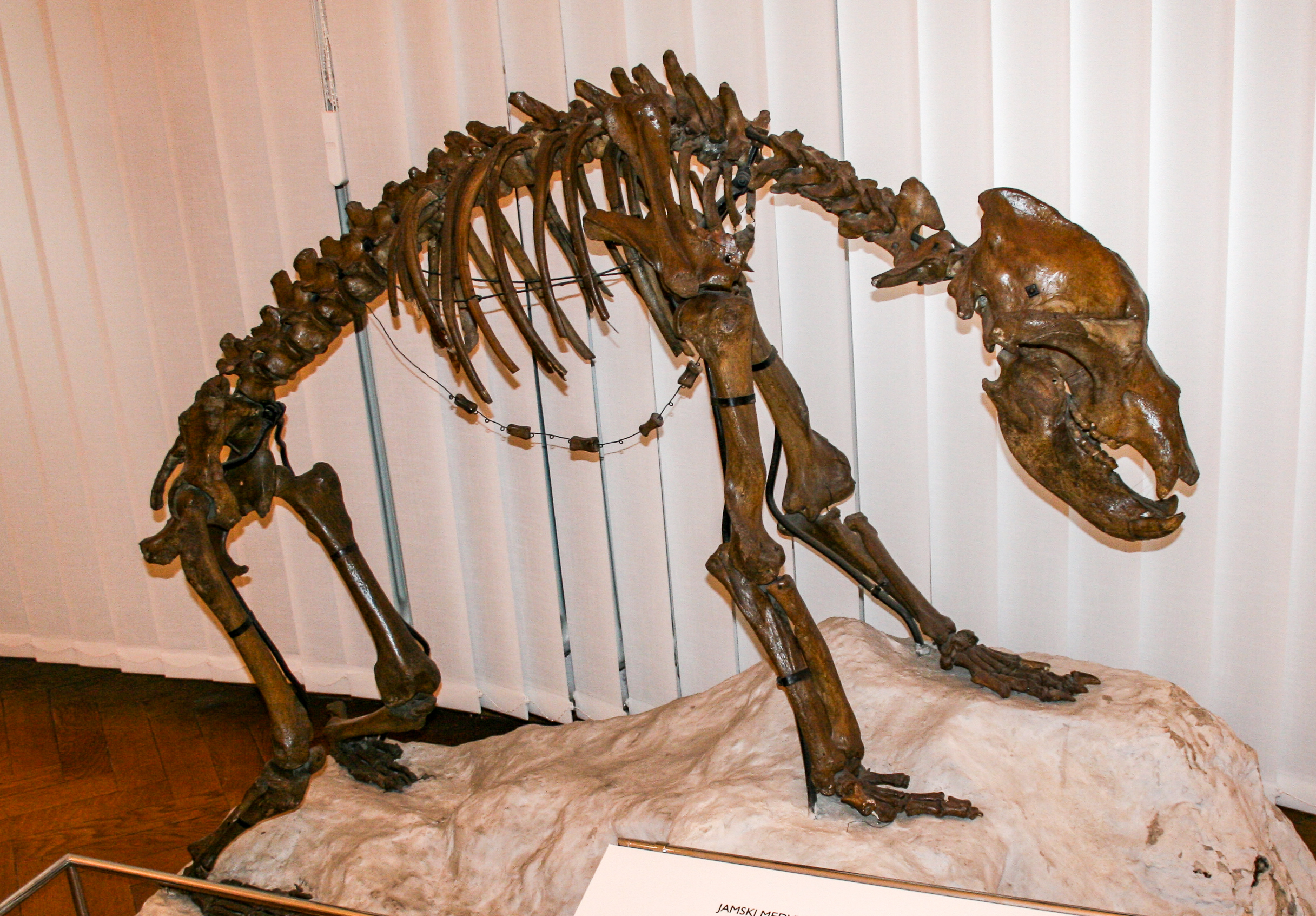
Barlangi medve csontváza
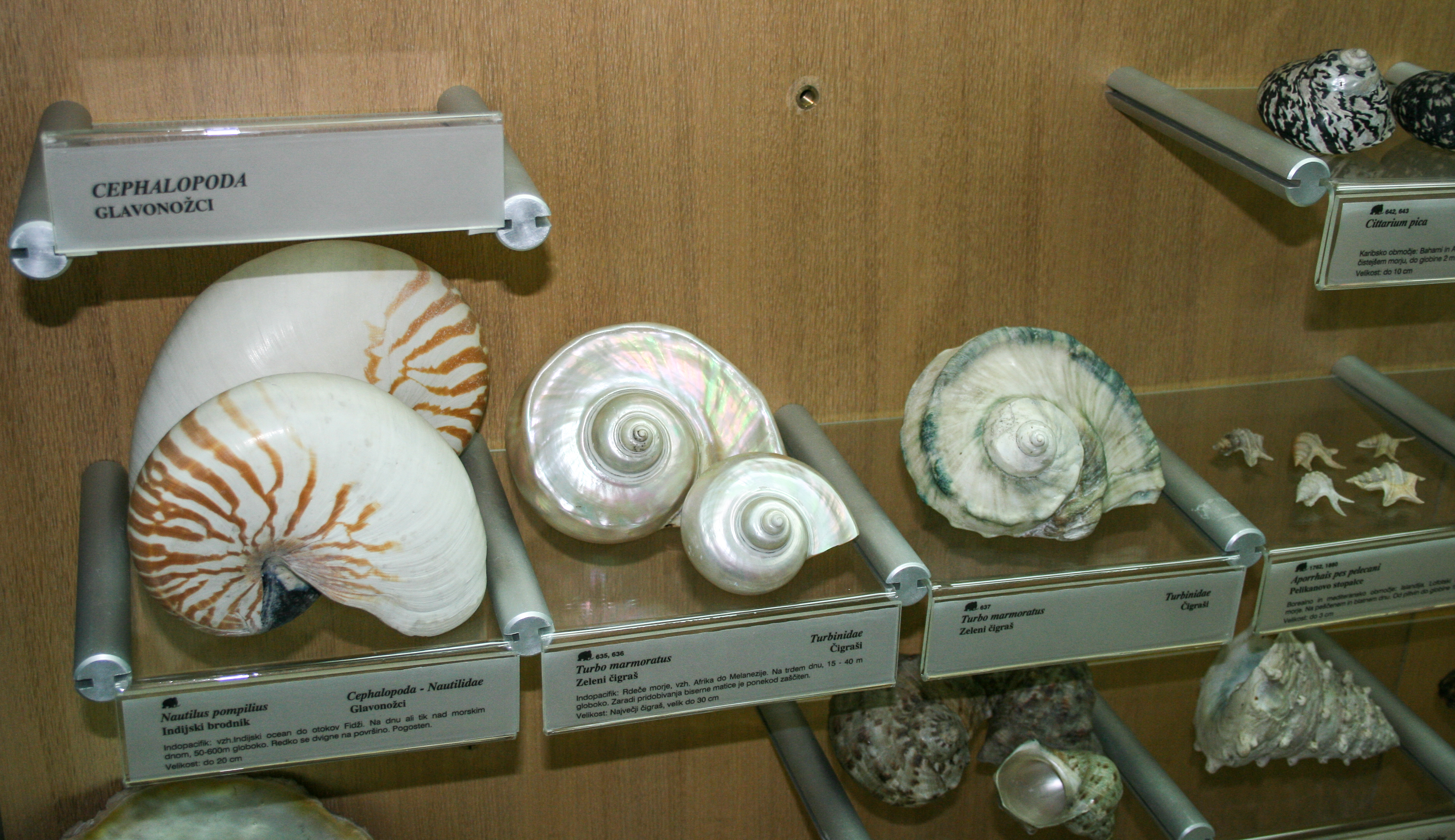
Tengeri kagylók
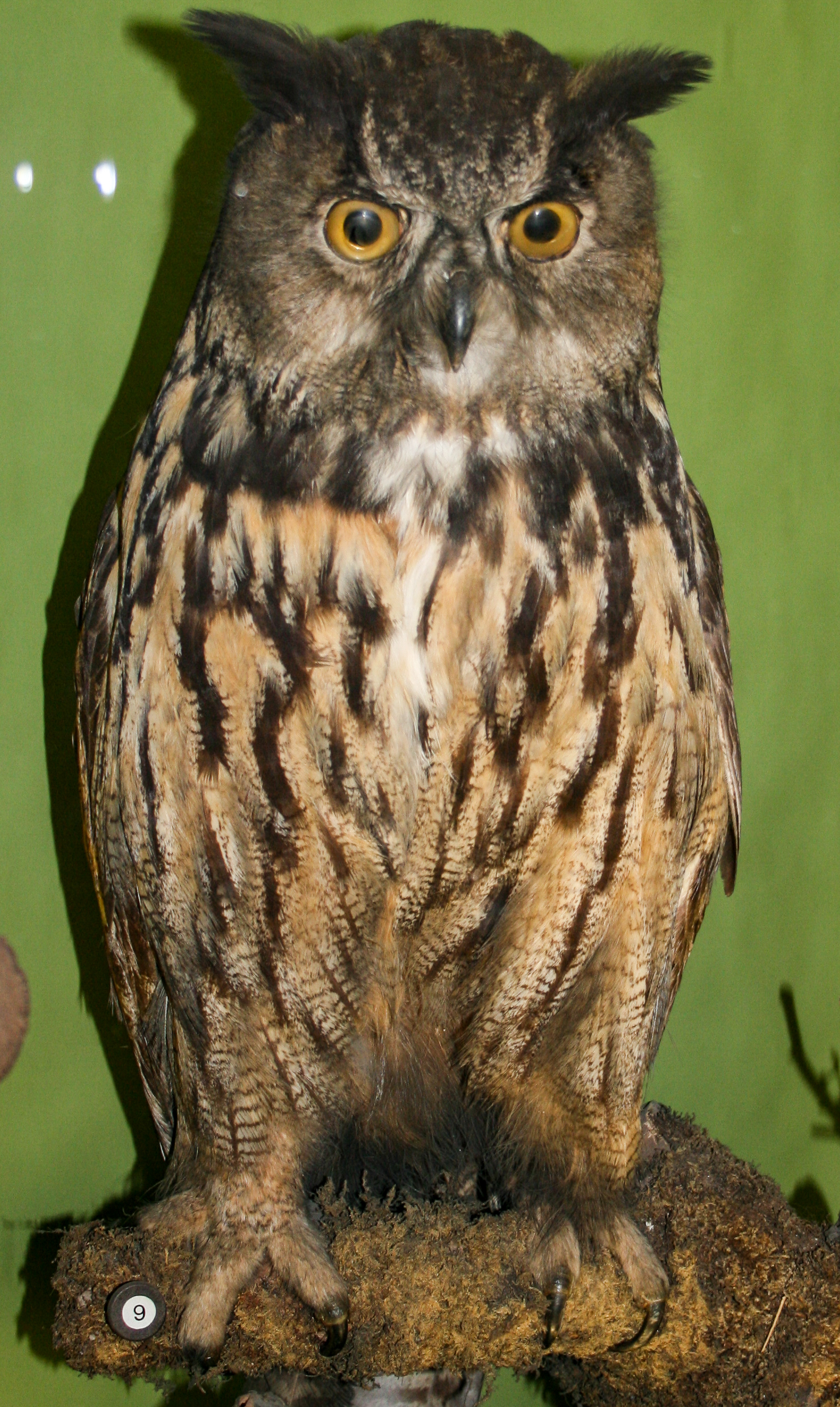
Fülesbagoly

## Fordítás
- Ez a szócikk részben vagy egészben  a   Prirodoslovni muzej Slovenije című szlovén Wikipédia-szócikk ezen változatának fordításán alapul.  Az eredeti cikk szerkesztőit annak laptörténete sorolja fel. Ez a jelzés csupán a megfogalmazás eredetét és a szerzői jogokat jelzi, nem szolgál a cikkben szereplő információk forrásmegjelöléseként.
- Ez a szócikk részben vagy egészben  a   Slovenian Museum of Natural History című angol Wikipédia-szócikk ezen változatának fordításán alapul.  Az eredeti cikk szerkesztőit annak laptörténete sorolja fel. Ez a jelzés csupán a megfogalmazás eredetét és a szerzői jogokat jelzi, nem szolgál a cikkben szereplő információk forrásmegjelöléseként.